# Le Chevalier errant (livre-jeu)
Pour les articles homonymes, voir Le Chevalier errant.
Le Chevalier errant  est un livre-jeu écrit par Fabrice Cayla et Jean-Pierre Pecau en 1987, et édité par Presses pocket dans la collection Histoires à jouer : Les livres à remonter le temps, dont c'est le onzième tome.